# Nanoscypha orissaensis
Nanoscypha orissaensis är en svampart som beskrevs av C.M. Das & D.C. Pant 1984. Nanoscypha orissaensis ingår i släktet Nanoscypha och familjen Sarcoscyphaceae.   Inga underarter finns listade i Catalogue of Life.